# A542 Fyrholm
A542 Fyrholm er det andet af seks fartøjer i Holm-klassen bygget til Søværnet. Skibet er bygget på Danish Yacht i Skagen og er opkaldt efter øen Fyrholm. Skibet er udrustet som et søopmålingsfartøj, der med et avanceret flerstråleekkolod er i stand til at opbygge et nøjagtigt billede af havbunden til brug i blandt andet søkort. Skibet er malet i farverne orangerød og creme for at markere at skibet udfører primært civile opgaver frem for militære.
Et enkelt fartøj har tidligere båret navnet Fyrholm i dansk tjeneste:
- MSK4 Fyrholm (orlogskutter/minestryger, 1945-1969)
- A542 Fyrholm (søopmålingsfartøj, 2007-)